# Менженін (Мазовецьке воєводство)
Менженін (пол. Mężenin) — село в Польщі, у гміні Плятерув Лосицького повіту Мазовецького воєводства. Населення — 219 осіб (2011).

## Історія
За даними етнографічної експедиції 1869—1870 років під керівництвом Павла Чубинського, у селі переважно проживали римо-католики, меншою мірою — греко-католики, які здебільшого розмовляли українською мовою.
У 1975—1998 роках село належало до Білопідляського воєводства.

## Демографія
Демографічна структура станом на 31 березня 2011 року:
|          | Загалом | Допрацездатний вік | Працездатний вік | Постпрацездатний вік |
| -------- | ------- | ------------------ | ---------------- | -------------------- |
| Чоловіки | 108     | 19                 | 74               | 15                   |
| Жінки    | 111     | 26                 | 59               | 26                   |
| Разом    | 219     | 45                 | 133              | 41                   |